# 106交易塔
106交易塔（英語：The Exchange 106，前称TRX标志塔）是位于马来西亚吉隆坡新建的敦拉萨国际贸易中心（TRX）金融中央商务区内的摩天大楼。该摩天大楼有106层，包括顶部设有高11层48米的发光塔冠，最高达445.5米，为马来西亚第四高（仅次于默迪卡118、双峰塔）、世界第二十四高的摩天大楼。

## 历史
106交易塔的所在地，原為英殖民時期，政府為了安置高級公務員所興建的宿舍區，當時這裡共豎立了160棟獨立式宿舍，因此為也當地華人暱稱為「百六間」（Pak Luk Kan），當時穿行於此區的巴士，也以「百六間」為指示牌，在1980年起，為了應付武吉免登與燕美一帶的發展，這些獨棟洋房逐漸被拆除，而「百六間」這個別名也逐漸消失在當地中。因此在興建這棟建築時，除了代表106層樓，也為了與在地歷史連接，就取名作「106交易塔」，即是借鑒「百六間」的別稱，但卻誤會「百六間」爲「106間」，因此得名。
该摩天大楼于2016年4月29日开始建造，於2019年第四季度完工。大楼完工后以445.1米的高度成为马来西亚次高的建筑物。
该摩天大楼原属于印尼的慕丽雅集团拥有，但現在已被大馬财政部通过MKD Signature Sdn Bhd从印尼Mulia Group旗下的Mulia International Ltd手中收购了Mulia Property的51%股权。
慕丽雅集团是印尼最大的商用产业发展商，主要在雅加达商业中心地区管理7个高级办公室大楼，其中包括印尼最高的办公室大楼Mulia1及2大厦。
交易塔的核心筒项目已于2017年12月20日封顶。

## 交通
该塔最临近的地铁站为加影线 KG20 敦拉萨国际贸易中心站，并与2023年启用的 PY23 布城线交汇。

## 樓層規劃
| 樓層   | 用途                     |
| ------ | ------------------------ |
| R1-R6  | 機電層                   |
| 99-106 | 辦公樓層（第6區）        |
| 78-98  | 辦公樓層（第5區）        |
| 58-77  | 辦公樓層（第4區）        |
| 57     | 空中大廳                 |
| 56     | 天空酒吧、空中大廳       |
| 55     | 機電層                   |
| 38-53  | 辦公樓層（第3區）        |
| 22-37  | 辦公樓層（第2區）        |
| 6-21   | 辦公樓層（第1區）        |
| 5      | 天空酒吧、物業管理辦公室 |
| 2 - 3  | 銀行大廳                 |
| 1      | 辦公大廳、銀行大廳       |
| G-UG   | 商場、辦公大廳           |
| P1     | 停車場、貨物起卸區       |
| P2-P8  | 停車場、機電層           |

（不設以下樓層：4、13、14、24、34、40、44、54、64、74、84、94、104）

## 升降機配置
106交易塔升降機服務樓層列表（一律採用迅達升降機）
- P1-P8（8部來往6/F-21/F之升降機）: G、UG、1-21
- P9-P16（8部來往22/F-37/F之升降機）：G、UG、1、22-37
- P17-P24（8部來往38/F-53/F之升降機）：G、UG、1、38-53
- P25-P32（8部來往空中大堂之升降機）：UG/1、56/57
- P33-P40（8部來往57/F-77/F之升降機）：56-77
- P41, P42, P45, P46（4部來往78/F-98/F之升降機）：56、78-98
- P43, P44, P47, P48（4部來往78/F-106/F之升降機）： 56、78-106
- P49-P52（4部停車場專用之升降機）： P8-P1、UG
- S1, S2（2部消防及載貨升降機）：P8-P3、G、UG、1-55
- S3, S4（2部消防及載貨升降機）：55-106、R1
- S5（1部載貨升降機）：P8-P1、G、UG、1-6
- S6（1部載貨升降機）：P8-P1、G、UG

## 争议

### 股权争议
发展商穆丽雅房地产集团（Mulia Property Development Sdn Bhd）的持有者是印尼著名的通缉犯——曾国辉（Djoko Tjandra），或被称为Joe Chan或Pak Joe。后者在2015年被印尼通緝後，于2020年在吉隆坡被國际刑警逮捕，被判欺詐和貪污罪名在印尼服刑。
因此，在2016年，该发展商无法在马来西亚的金融机构获得所需要资金。为了继续建筑工程，时任首相兼财政部长纳吉·阿都拉萨通过政府担保为该项目提供了18亿令吉的资金，以换取「临时」51%项目的所有权，其中马来西亚財政部与Mulia有一項特別條款，是Mulia在24個月至36個月支付18億令吉後，財政部的51%股權將會‘歸還’給Mulia，後者只需付出低於2億令吉的費用。如果Mulia無法在36個月內償還18億令吉，財政部有權以1令吉購買其餘49%的股權。
2018年，新任财政部长林冠英指示财政部總監阿斯里（Asri bin Hamidon）及财政部属下的TRX City公司负责，并委托其高级顾问潘俭伟监督和解决上述问题。
2021年12月，潘俭伟因不满前首相马哈迪·莫哈末在新书《把握希望：为新马来西亚继续奋斗》（Capturing Hope: The Struggle Continues for a New Malaysia）指控他未经授权参与了政府事务，进而揭露Mulia的持有者曾国辉曾在面對财政部調查时感到憤怒，於是向马哈迪抗议財政部，马哈迪也於2018年11月召見林冠英，以谴责他的行为。潘俭伟表示，TRX City和Mulia之間的所有問題和爭議已經解決和處理，唯一還沒處理的是財政部在36個月的期限之後，可以以1令吉收購Mulia在這項計劃的49%股權问题。